# Прапор Пісочина
Пра́пор Пісо́чина — символ смт Пісочин, Харківський район Харківської області, затверджений рішенням сесії Пісочинської селищної ради.

## Опис прапора
У центрі зеленого прямокутного полотнища з співвідношенням сторін 2:3 герб селища.